# Roger Godeau
Roger Godeau est un coureur cycliste français, né le 21 septembre 1920 à Veneux-les-Sablons et mort le 13 avril 2000 à Lisses.

## Carrière sportive
Roger Godeau a été cinq fois champion de France de demi-fond  dans les années 1950. En 1953, il a terminé troisième au championnat d'Europe de demi-fond et deuxième en 1956. Il a également couru 40 Six jours. En 1954, il a remporté avec Georges Senfftleben, les six jours d'Aarhus et les six jours de Paris. En 1956, il a remporté avec Pierre Brun le Prix Dupré-Lapize.
Détenteur du record de l'heure derrière derny, il a fait sa course d'adieux en 1962 au Parc des Princes avec son entraîneur Arthur Pasquier, qui a arrêté aussi.
Godeau était surnommé « Popeye » parce qu'il pouvait imiter parfaitement ce personnage de dessin animé. Il était populaire auprès de ses collègues en raison de son style drôle et amical en course.
Après sa retraite du cyclisme, Roger Godeau s'est engagé dans le sport hippique, en tant que driver.
Il est mort au cours d'une balade à vélo le long de l'hippodrome de Bondoufle en 2000.

## En attendant Godot
Roger Godeau a acquis une certaine notoriété comme modèle putatif pour le rôle-titre de la pièce En attendant Godot de Samuel Beckett. Le vélo joue un rôle particulier dans les œuvres de Beckett. Il existe plusieurs versions non garanties. Dans la première, Beckett a déclaré avoir suivi une étape du Tour de France. Après que le peloton soit passé, les spectateurs sont restés. Lorsque Beckett leur a demandé après quoi ils attendaient, ils ont répondu « Godeau » qui n'y a jamais participé. Selon une autre version, Beckett aurait reçu cette information des spectateurs devant le Vélodrome de Roubaix. Une autre anecdote dit que Beckett a demandé, à quelques jeunes au Vélodrome d'Hiver à Paris, ce qu'ils attendaient. Comme le « Vel d'Hiv » a été utilisé par les forces d'occupation allemandes avant le transport des juifs à Auschwitz, un fait connu de Beckett qui aurait aussi pu l'inspirer pour écrire son morceau métaphorique. Une autre version dit que Beckett, qui était lui-même un passionné de cyclisme, aurait dû l'entendre de la part des spectateurs de course de demi-fond, pour qui Godeau venait souvent trop tard dans la matinée.